# Маратс Касемс
Маратс Касемс (рођен 14. марта 1990. у Риги, Летонија) је летонски новинар и бивши главни уредник Спутњика Литванија, медија под контролом руске државне агенције Русија севодња. Познат је по учешћу у руским медијима, политичкој активности у Летонији и судским процесима повезаним са националном безбедношћу.

## Рано детињство и образовање
Касемс је рођен оцу Јеменцу и мајци Летонки. Његов отац, Фадел Касем, служио је у војсци. Похађао је музичку школу у Саласпилсу, где је учио клавир, а потом је започео студије политичких наука на Летонском универзитету, које није завршио. Касније је стекао мастер диплому на Руском универзитету пријатељства народа.

## Политичка активност
Године 2013. Касемс се кандидовао за општинско веће Саласпилса као члан странке Хармонија. Искључен је из странке након што је објављен видео у коме вулгарним језиком изражава фрустрацију због резултата избора.
На парламентарним изборима 2018. учествовао је као кандидат политичке коалиције „За алтернативу“ (Par Alternatīvu), представљајући се као новинар Русије севодња.

## Рад у руским медијима
Касемс је постављен за главног уредника Спутњика Литванија. Године 2019. литванске власти су га прогласиле persona non grata и забраниле му улазак у земљу на пет година, позивајући се на претње националној безбедности.

## Хапшење и суђење у Летонији
Касемс је ухапшен 30. децембра 2022. од стране Државне службе безбедности Летоније по повратку у земљу. Оптужен је да је подржавао страну државу у активностима усмереним против Републике Летоније, на основу члана 84. Кривичног законика Летоније. Такође је био осумњичен за кршење санкција ЕУ против Русије и за дела шпијунаже.
У априлу 2023. пуштен је уз кауцију и забрањено му је да напушта земљу. У јулу 2023. проглашен је кривим и осуђен на новчану казну од 15.500 евра, узимајући у обзир признање кривице и исказано кајање.

## Каснији интервјуи
У августу 2023. Касемс је дао интервју порталу Delfi у коме је свој рад за руског медијског лидера Дмитрија Кисељова описао као „прљав посао“ који је слабо плаћен. Изјавио је да не жели да се врати у Русију. Интервју је касније уклоњен са сајта. У другом интервјуу за летонски канал TV3 Летонија, изразио је интересовање да се поново кандидује за Сејм.

## Ставови
Касемс сматра да Летонија, као мала држава, мора користити сва расположива средства за заштиту свог информационог простора. Залагао се за инклузивни национални идентитет Летонаца, тврдећи да све дугорочне становнике треба сматрати Летонцима и патриотама. Нагласио је да популарност забрањених ТВ канала указује на нерешене друштвене поделе и рањивости у информационом простору.

## Видети још
- Спутњик (новинска агенција)
- Слобода медија у Летонији

- Руска пропаганда